# Tatenice
Tatenice är en ort i Tjeckien.   Den ligger i regionen Pardubice, i den östra delen av landet, 160 km öster om huvudstaden Prag. Tatenice ligger 344 meter över havet och antalet invånare är 853.
Terrängen runt Tatenice är kuperad åt nordost, men åt sydväst är den platt. Tatenice ligger nere i en dal. Runt Tatenice är det glesbefolkat, med 19 invånare per kvadratkilometer. Närmaste större samhälle är Lanškroun, 7,6 km nordväst om Tatenice. I omgivningarna runt Tatenice växer i huvudsak blandskog.